# Woolton
Woolton, in origine Much Woolton, è un sobborgo di Liverpool. Si trova a sud del centro della città, confinando con Gateacre, Hunt's Cross, Allerton e Halewood nelle vicinanze del Metropolitan Borough of Knowsley.
Al censimento del 2011 contava una popolazione residente di 12 921 abitanti.

## Storia
Originariamente Woolton era un villaggio autonomo e venne incorporato nella città di Liverpool nel 1913. La zona veniva denominata nel Domesday Book comeUluentune, cioè "fattoria di Wulfa".
Poco dopo l'accertamento del Domesday Book, che venne terminato nel 1086, Woolton divenne parte della baronia di Halton e Widnes. Nel 1189 Giovanni, connestabile di Chester, l'affidò ai Cavalieri Ospitalieri, che la occuparono per più di 350 anni, finché non venne confiscata dalla regina Elisabetta I nel 1559. I diritti su Woolton passarono dalla regina Elisabetta a Giacomo I, che li vendette a William Stanley, VI conte di Derby. I diritti passarono quindi a Isaac Green e, attraverso la figlia di quest'ultimo, al nipote Bamber Gascoyne Junior di Childwall; attualmente sono proprietà di Robert Gascoyne-Cecil, VI Marchese di Salisbury.

## Woolton e i Beatles
Woolton è strettamente legato ai Beatles. In questo sobborgo si trovano la casa degli zii George e Mimi di John Lennon al numero 251 di Menlove Avenue (dove Lennon visse da bambino per circa un anno e dove ricevette da zio George un'armonica, il suo primo strumento musicale), l'istituto per l'infanzia Strawberry Field dell'Esercito della salvezza, e soprattutto la chiesa di St. Peter: qui Lennon incontrò per la prima volta Paul McCartney il 6 luglio 1957 durante una fiera, e nel cimitero annesso si trova la tomba di Eleanor Rigby, che ispirò l'omonima canzone, e dello zio George.